# 葛堂栄隆
葛堂 栄隆（かつどう えいりゅう、生没年不詳）とは、江戸時代の浮世絵師。

## 来歴
鳥文斎栄之の門人。姓は作品に捺された印章によれば中邑氏。葛堂と号す。作画期は寛政の頃で、錦絵3点と肉筆画の作が知られる。

## 作品
- 「若那初模様　兵庫や月岡」　大判錦絵　※『浮世絵大系6　歌麿/栄之』（集英社、1973年）に単色図版あり（111頁）
- 「若那初模様　竹屋竹人」　大判錦絵　※同上
- 「青楼の正月」　大判3枚続
- 「太夫図」　絹本着色　※『肉筆浮世絵』第六巻に単色図版あり
- 「美人立姿図」　絹本着色　※『日本画大成』第四十一巻に図版あり
- 「円窓美人図」　絹本着色　※同上